# Edward Coremans
Andreus Eduardus (Edward) Coremans (Anvers 1er février 1835 - Anvers 2 novembre 1910) est un homme politique belge, figure marquante du Meetingpartij. Il fut député de 1868 à 1910.
Il a étudié la philologie classique à Liège et le droit à Bruxelles.
Durant sa longue carrière politique, il fut une des incarnations du mouvement flamand. La loi d'égalité qu'il soutint porte son nom.